# James Iredell
James Iredell, född 5 oktober 1751 i Lewes, England, död 20 oktober 1799 i North Carolina, var en av de första sex domarna i USA:s högsta domstol.
Iredell bestämde sig 1767 för att flytta till Nordamerika. Han bosatte sig i North Carolina. Han studerade juridik under Samuel Johnston och inledde 1771 sin karriär som advokat. Iredell var prästson och en troende anglikan. Han gifte sig 1773 med Johnstons syster Hannah. Ett av parets fyra barn dog tidigt. Ett av barnen, James Iredell, Jr., fick sitt namn efter fadern och blev en framgångsrik politiker under 1800-talet.
Iredell var en stark anhängare av USA:s självständighet. Han framträdde tidigt som opinionsbildare och skrev 1774 pamfletten To the Inhabitants of Great Britain. Följande år utkom 1775 hans Principles of an American Whig som har många likheter med tankarna i USA:s självständighetsförklaring 1776 men är alltså från det föregående året. Iredell var sedan verksam som domare och som federalistisk politiker i North Carolina.
Iredell tillträdde den 10 februari 1790 som domare i högsta domstolen. Han avled 1799 i ämbetet och efterträddes av Alfred Moore.